# PFDN4
PFDN4 (англ. Prefoldin subunit 4) – білок, який кодується однойменним геном, розташованим у людей на короткому плечі 20-ї хромосоми. Довжина поліпептидного ланцюга білка становить 134 амінокислот, а молекулярна маса — 15 314.
| 10         |  | 20         |  | 30         |  | 40         |  | 50         |
| ---------- |  | ---------- |  | ---------- |  | ---------- |  | ---------- |
| MAATMKKAAA |  | EDVNVTFEDQ |  | QKINKFARNT |  | SRITELKEEI |  | EVKKKQLQNL |
| EDACDDIMLA |  | DDDCLMIPYQ |  | IGDVFISHSQ |  | EETQEMLEEA |  | KKNLQEEIDA |
| LESRVESIQR |  | VLADLKVQLY |  | AKFGSNINLE |  | ADES       |  |            |

A: Аланін

C: Цистеїн

D: Аспарагінова кислота

E: Глутамінова кислота

F: Фенілаланін

G: Гліцин

H: Гістидин

I: Ізолейцин

K: Лізин

L: Лейцин

M: Метіонін

N: Аспарагін

P: Пролін

Q: Глутамін

R: Аргінін

S: Серин

T: Треонін

V: Валін

Кодований геном білок за функціями належить до шаперонів, фосфопротеїнів. 
Задіяний у такому біологічному процесі, як ацетилювання. 
Локалізований у цитоплазмі, ядрі, мітохондрії.